# Afrithelphusa monodosa
Afrithelphusa monodosa је животињска врста класе Crustacea која припада реду Decapoda. 

## Угроженост
Ова врста се сматра угроженом.

## Распрострањење
Ареал врсте је ограничен на једну државу. 
Гвинеја је једино познато природно станиште врсте.

## Станиште
Станишта врсте су шуме, саване, мочварна и плавна подручја, речни екосистеми и слатководна подручја.